# Hiperplexia hereditaria
La hiperplexia hereditaria o  hiperecplexia (etimológicamente, sobresalto exagerado) es un trastorno neurológico muy poco frecuente caracterizado por respuestas de sobresalto  pronunciadas a estímulos táctiles o acústicos, y por hipertonía.  La hipertonía puede ser predominantemente troncular, atenuada durante el sueño y menos prominente después del año de edad.  
La hiperecplexia clásica está causada por mutaciones genéticas en varios genes diferentes, todos los cuales desempeñan un papel importante en la neurotransmisión de la glicina. El sistema nervioso central utiliza la glicina como neurotransmisor inhibidor. La hiperecplexia se clasifica generalmente como una enfermedad genética, pero algunos trastornos pueden imitar el sobresalto exagerado de la hiperecplexia

## Señales y síntomas
Los tres signos principales de la hiperecplexia son la rigidez generalizada, el sobresalto excesivo que comienza en el nacimiento y la mioclonía nocturna. Los individuos afectados son plenamente conscientes durante los episodios de rigidez, que consisten en el cierre forzado de los ojos y la extensión de las extremidades, seguidos de un periodo de rigidez generalizada y caída incontrolada en ocasiones. Inicialmente, la enfermedad se clasificaba en una forma "mayor" y otra "menor", caracterizándose la forma menor por un reflejo de sobresalto excesivo, pero sin rigidez. Sólo existen pruebas genéticas de la existencia de la forma mayor.
Otros signos y síntomas de hiperecplexia pueden ser la apnea neonatal episódica, el movimiento excesivo durante el sueño y el reflejo de retracción de la cabeza. La relación con algunos casos de muerte súbita del lactante sigue siendo controvertida.

## Genética
Se sabe que la hiperecplexia está causada por diversos genes, que codifican proteínas pre y postsinápticas. Los síntomas mostrados, así como las formas de herencia, varían en función del gen afectado.

### GLRA1
El primer gen vinculado de forma concluyente a la hiperecplexia fue el GLRA1. El gen GLRA1 codifica la subunidad alfa-1 del receptor de glicina, que, junto con la subunidad beta del receptor de glicina, forma los receptores de glicina sinápticos. Los receptores de glicina inhibitorios son canales de cloruro activados por ligando que facilitan respuestas rápidas en el tronco encefálico y la médula espinal. Los receptores de glicina homoméricos compuestos exclusivamente por subunidades alfa-1 presentan una electrofisiología de canal iónico normal, pero no están secuestrados en la unión sináptica. Por lo tanto, se supone que los receptores de glicina nativos son heterómeros de las subunidades alfa-1 y beta, en una proporción 3:2 o 2:3.
Dentro de estos heterómeros, se cree que las subunidades alfa-1 se unen a la glicina y sufren un cambio conformacional, induciendo un cambio conformacional en el pentámero, provocando la apertura del canal iónico. Aunque inicialmente se informó de una herencia autosómica dominante, hay al menos el mismo número de casos descritos con herencia autosómica recesiva. Hasta ahora, la regla general es que las mutaciones que causan proteínas estructuralmente normales que no pueden unirse a la glicina o no pueden experimentar adecuadamente un cambio conformacional requerido darán lugar a una forma dominante de la enfermedad, mientras que las mutaciones que dan lugar a subunidades truncadas o salvajemente malformadas que no pueden integrarse en una proteína receptora darán lugar a una forma recesiva.

### GLRB
El gen GLRB codifica la subunidad beta del receptor de glicina. Los receptores de glicina homoméricos compuestos por subunidades beta no se abren en respuesta a la estimulación de glicina, sin embargo, la subunidad beta es esencial para la correcta localización del receptor a través de sus interacciones con la gefirina, lo que resulta en la agrupación del receptor en la hendidura sináptica. Como tal, los defectos dentro del gen GLRB muestran una herencia autosómica recesiva.

### SLC6A5
El gen SLC6A5 codifica el transportador GlyT2, un transportador presináptico neuronal de recaptación de glicina. En comparación con el transportador GlyT1, que se encuentra principalmente en las células gliales, el GlyT2 ayuda a mantener una concentración elevada de glicina en el terminal axónico de las neuronas glicinérgicas. Las mutaciones del gen SLC6A5 se han asociado con la hiperecplexia de forma autosómica recesiva. La hipótesis es que los defectos de este gen afectan a la incorporación del transportador a la membrana celular o a su afinidad por las moléculas que transporta: iones de sodio, iones de cloruro y glicina. Cualquiera de estas acciones reduciría drásticamente la capacidad de la célula presináptica para producir las altas concentraciones vesiculares de glicina necesarias para una neurotransmisión de glicina adecuada. Los genes GPHN y ARHGEF9 se incluyen a menudo en las listas de causas genéticas de hiperecplexia, pero en realidad producen un fenotipo mucho más complejo, muy distinto de la hiperecplexia clásica. Por ello, ya no se consideran genes causales.

### GPHN
La gefirina, una proteína integral de membrana que se cree que coordina los receptores de glicina, está codificada por el gen GPHN. Se ha identificado una mutación heterocigota en este gen en un caso esporádico de hiperecplexia, aunque los datos experimentales no son concluyentes en cuanto a si la mutación es patogénica. La gefirina es esencial para la agrupación de receptores de glicina en las uniones sinápticas mediante su acción de unión tanto a la subunidad beta del receptor de glicina como a las estructuras microtubulares celulares internas. La gefirina también contribuye a la agrupación de los receptores GABA en las sinapsis y a la síntesis del cofactor de molibdeno. Debido a su naturaleza multifuncional, no se presume que sea una fuente genética común de hiperecplexia.

### ARHGEF9
Se ha demostrado que un defecto en el gen que codifica la colibistina (ARHGEF9) causa hiperecplexia junto con epilepsia. Dado que el gen ARHGEF9 se encuentra en el cromosoma X, este gen muestra una herencia recesiva ligada al cromosoma X. La proteína colibistina es responsable de la correcta orientación de la gefirina, que es crucial para la correcta localización de los receptores de glicina y GABA. Las deficiencias en la función de la colibistina darían lugar a una falta artificial de receptores de glicina y GABA en la hendidura sináptica.

## Diagnóstico
Existen tres condiciones para diagnosticar si un bebé padece hiperecplexia hereditaria: si el cuerpo del niño está rígido por todas partes nada más nacer, si reacciona de forma exagerada a ruidos y otros estímulos, y si la reacción a los estímulos va seguida de una rigidez general en la que el niño es incapaz de realizar movimientos voluntarios. Una combinación de electroencefalograma y electromiograma puede ayudar a diagnosticar esta enfermedad en pacientes que no han mostrado síntomas de niños. El electroencefalograma no mostrará actividad anormal, salvo un pico de vigilia o alerta, mientras que el electromiograma mostrará respuestas musculares rápidas e hiperreflexia. Por lo demás, las pruebas genéticas son el único diagnóstico definitivo. Las resonancias magnéticas y las tomografías computarizadas serán normales a menos que existan otras afecciones.

## Tratamiento
El tratamiento más eficaz es el clonazepam, que provoca un aumento de la eficacia de otro neurotransmisor inhibidor, el GABA. Existen informes anecdóticos sobre el uso de levetiracetam en la hiperecplexia genética y adquirida. Durante los ataques de hipertonía y apnea, las extremidades y la cabeza pueden flexionarse hacia el tronco para disipar los síntomas. Se denomina maniobra de Vigevano en honor al médico que la inventó.

## Historia
El trastorno fue descrito por primera vez en 1958 por Kirstein y Silfverskiold, que informaron de una familia con "convulsiones por caída". En 1962, los doctores Kok y Bruyn informaron de un síndrome hereditario no identificado, que inicialmente comenzó como hipertonía en lactantes. El análisis genético reveló más tarde que la familia era portadora de una mutación en el gen GLRA1, que fue el primer gen implicado en la hiperecplexia.